# NGC 7548
NGC 7548 ist eine Linsenförmige Galaxie vom Hubble-Typ SB0 im Sternbild Pegasus am Nordsternhimmel. Sie ist schätzungsweise 365 Millionen Lichtjahre von der Milchstraße entfernt und hat einen Durchmesser von etwa 115.000 Lichtjahren.
Im selben Himmelsareal befinden sich u. a. die Galaxien IC 5293, IC 5295, IC 5296, IC 5297.
Das Objekt wurde am 30. September 1861 vom deutsch-dänischen Astronomen Heinrich Louis d’Arrest entdeckt.